# 周康王攻鬼方之戰
周康王攻鬼方之戰是發生於前11世紀，周天子周康王攻打北方游牧民族鬼方的一場戰爭。
周康王二十五年（約前11世紀），為了消除邊患，周康王命大臣盂率領大軍進攻鬼方。鬼方亦調兵迎戰。周軍首戰斬殺鬼方4800多人，俘獲其3名首領及其下13081人，還繳獲了很多車馬和大量牛羊。其後周軍又斬殺鬼方237人，俘獲其1名首領，還繳獲了很多車馬和大量牛羊。戰後周康王在太廟中舉行了隆重的獻俘禮，同時賞賜大臣盂弓矢、貝胄等禮品。周軍將鬼方驅逐至遠離鎬京的汫隴和岐周以西，使周朝西北邊境暫時安定。